# Mahomet-Zwergmaus
Die Mahomet-Zwergmaus (Mus mahomet) ist ein im nordöstlichen Afrika verbreitetes Nagetier in der Gattung der Mäuse. Der Name bezieht sich auf Sheikh Mahomet, den älteren Namen der Stadt Sheikh Hussein im zentralen Äthiopien, wo das Typusexemplar gefunden wurde. Die taxonomische Abgrenzung zur Afrikanischen Zwergmaus, Krötenzwergmaus und Thomas-Zwergmaus sollte noch genauer untersucht werden.

## Merkmale
Diese kleine Maus erreicht eine Kopf-Rumpf-Länge von 63 bis 73 mm, eine Schwanzlänge von 46 bis 60 mm und ein Gewicht von 6 bis 13 g. Sie hat etwa 15 mm lange Hinterfüße und 9 bis 13 mm lange Ohren. Oberseits hat das kurze und leicht raue Fell eine dunkle graubraune Farbe, die durch gelbbraune Haarabschnitte gesprenkelt ist. Auf der Unterseite sind die Haare an der Wurzel grau und im weiteren Verlauf weiß, teilweise mit orangen Tönungen. Die Grenze zwischen den Farbregionen bildet eine orangefarbene oder sandfarbene Linie. Typisch sind dunkle Ohren mit kurzen Haaren. Auf dem Schwanz sind fast nur die Schuppen erkennbar, obwohl feine Haare vorhanden sind. Er hat eine leicht hellere Unterseite. Von den paarig angeordneten Zitzen liegen 6 im vorderen Bereich der Unterseite und 2 im Leistenbereich. Im Vergleich ist die Ostafrikanische Zwergmaus heller und sie hat weiße Flecken vor und hinter dem Ohr. Die Tritonsmaus ist dunkler und größer. Bei der Peters-Zwergmaus ist das Fell oberseits mehr grau. Die Verwechslungsgefahr zur Afrikanische Zwergmaus ist hoch, sie erreicht jedoch nicht Äthiopien.

## Verbreitung und Lebensweise
Die Mahomet-Zwergmaus lebt hauptsächlich im äthiopischen Hochland und in Gebirgen bis nach Eritrea. Einzelfunde sind aus Uganda und Kenia bekannt, sollten jedoch überprüft werden. Dieser Nager hält sich zwischen 1500 und 3400 Meter Höhe auf. Er lebt vorwiegend in Buschländern und besucht offene Wälder. Die Art kann sich gut an gerodete Flächen anpassen, wo nur Gras vorkommt. Sie ist der Weißschwanz-Kurzkopfratte im Verhalten sehr ähnlich, auch wenn sie größere Wälder meidet.
Soweit bekannt, sind die Exemplare nachtaktiv und sie ernähren sich von Pflanzensamen und Insekten. Paarungsbereite Tiere wurden im August gefunden und Weibchen hatten im Januar milchführende Zitzen.

## Gefährdung
In geringer Weise wirkt sich Forstwirtschaft negativ aus. Die Mahomet-Zwergmaus wird von der IUCN mit nicht gefährdet (least concern) gelistet, da sie eine weite Verbreitung hat.